# 陈远波
陈远波（1913年—1963年5月31日），江西省兴国县潋江镇瑶岗背人。中国人民解放军开国少将。

## 生平
1930年入团，1931年转党。任少共兴国县城市区委宣传科科长兼儿童局书记，少共太雷县委书记。1934年参加中国工农红军。任少共川康省组织部部长，庆阳步兵学校教员。
抗战时期，任八路军第120师政治部组织干事，独立一团一营教导员兼营长，第三支队政治委员，独立一旅二团团政治委员，第五支队政治委员，第六支队政治部主任，120师政治部巡视团主任，大青山骑兵一团政治委员、团长。 
第二次国共内战时期，任吕梁军区第七军分区政治部副主任、主任、副政治委员，第八军分区副政治委员兼政治部主任。第一野战军政治部组织部部长。
1949年后，任西北军区干部部副部长，总后勤部干部部部长。1959年2月至1963年3月任第24军政治委员。
1955年，授予中国人民解放军少将。
1963年在北京病逝。